# 角斗士 (梅尔文·波特)
角斗士（英語：Gladiator），是漫威漫画登场的人物。

## 其他媒體

### 電視劇
- 在《夜魔俠》中，梅爾文·波特由馬特·傑拉爾德（英语：Matt Gerald）飾演。